# モハマド・ハルディ・ジャーファル
モハマド・ハルディ・ジャーファル（マレー語: Mohammad Hardi Jaafar、1979年5月30日 - ）は、マレーシアのサッカー選手。元マレーシア代表。ポジションはMF。

## クラブ歴
ムラカ・テレコムで主将を務めた後、ペラFAに加入した。ペラFAではチームをAFCカップ準決勝にまで導いた。
2009シーズンにはペラFAを去り、かつて所属したセランゴールFAに復帰した。セランゴールFAでの二回目の初出場はケダFA戦で、4-1で勝利した。
2012シーズンはFELDAユナイテッドFCに所属した。2013シーズンは怪我の為に無所属で1年を過ごし、2014年にペラFAに復帰した。

## 代表歴
2006年2月19日のニュージーランド代表戦で初出場。彼の好調なパフォーマンスはノリザン・バカル監督に2006年アジア競技大会サッカー競技のオーバーエイジ枠を振り分けさせた。
アジア競技大会ではオマーンU-23代表戦で初出場し初得点。その後、第2試合の中国U-23代表戦でも得点した。しかしながらマレーシアU-23代表は3戦全敗の結果に終わった。
その後、2007 東南アジアサッカー選手権のメンバーに選ばれ、全試合でスターティングメンバーとなった。準決勝のシンガポール代表戦では初得点を決めたものの、第2戦のPK戦で敗北し決勝進出とはならなかった。また、AFCアジアカップ2007でも全試合に出場したものの、全敗でグループステージ敗退となった。
マレーシアリーグXIとしても出場経験があり、2008年7月29日にシャー・アラム・スタジアムでチェルシーFCと対戦している。

## プレースタイル
シュート力のある選手で、ミドルシュートからの得点も多い。また、セットプレーでも活躍している。

## 個人成績
代表での得点一覧
| #  | 日附           | 場所                                           | 対戦相手     | 得点 | 結果 | 大会                          |
| -- | -------------- | ---------------------------------------------- | ------------ | ---- | ---- | ----------------------------- |
| 1. | 2007年1月23日  | シャー・アラム・シャー・アラム・スタジアム     | シンガポール | 1-0  | 1-1  | 2007 東南アジアサッカー選手権 |
| 2. | 2007年3月24日  | コロンボ                                       | スリランカ   |      | 1-4  | 親善試合                      |
| 3. | 2007年3月26日  | コロンボ                                       | スリランカ   |      | 2-1  | 親善試合                      |
| 4. | 2008年11月29日 | プタリン・ジャヤ・プタリン・ジャヤ・スタジアム | シンガポール |      | 2-2  | 親善試合                      |

## タイトル

### クラブ
セランゴールFA
- スルタン・ハジ・アフメド・シャー・カップ: 2009

### 代表
- ムルデカ大会: 2008